# After The Rain (EP de Yung Baby Tate)
After The Rain es el sexto EP de la rapera y productora discográfica estadounidense Yung Baby Tate ,este mismo fue lanzado el 4 de diciembre de 2020 y distribuido a través de Raedio. El EP fue impulsados por los sencillos "Rainbow Cadillac" y el sencillo viral "I Am", este proyecto cuenta con apariciones especiales de Flo Milli y 6lack. Una edición de lujo fue lanzada el 21 de mayo de 2021 y fue precedida por el sencillo "Eenie Meenie".

## Lista de canciones
| No.          | Título                     | Escritor (es) | Productor (es)                             | Duración |
| ------------ | -------------------------- | --- | ------------------------------------------ | -------- |
| 1.           | "Lesson Learned"           | - Tate Farris - Charles McAllister - Chrystel Bagrou - Darwin Quinn - Kitwan McCoy - Kso Jaynes - Luke Crowder                                                              | - C Gutta - Kitwan McCoy - Luke Crowder    | 3:12     |
| 2.           | "I Am" (con Flo Milli )    | - Farris - Tamia Carter - McAllister - Bagrou - Isaac Deboni - Keanu Torres - Marcus Slade - Michael Mule - Sydne Renne                                                     | - Keanu Beats - FnZ - Slade Da Monsta      | 3:02     |
| 3.           | "Bounce"                   | - Farris - McAllister - Bagrou - Amish Patel - Asheton Hogan - Barbero británico                                                                                            | - ADP - Ventajas                           | 3:23     |
| 4.           | "Rainbow Cdillac"          | - Farris - Bagrou - Angela Hunte - Calvin Puckett - Frank Romano - Jackson Lomastro - James Scheffer - Krystal Oliver - Michael Washington - Nima Jahanbin - Paimon Jahabin | - Mike Wavvs - Wallis Lane - Jack Lomastro | 2:30     |
| 5.           | "Baecation"                | - Farris - Bagrou - Ervin García - Jackson Lomastro - Michael Washington - Nima Jahanbin - Paimon Jahabin                                                                   | - Mike Wavvs - Wallis Lane - Jack Lomastro | 3:02     |
| 6.           | "Cold"                     | - Farris - McAllister - Bagrou - Darwin Quinn - Luke Crowder - Terrell McNeal                                                                                               | - Luke Crowder - MP808 - C Gutta           | 3:33     |
| 7.           | "Let It Rain" (con 6lack ) | - Farris - Ricardo Valentine - McAllister - Bagrou - Mpembele Elton - Ursula Yancy                                                                                          | Ozhora Miyagi                              | 3:06     |
| Largo total: | Largo total:               | Largo total: | Largo total:                               | 21:51    |

| No. | Título                     | Escritor (es) | Productor (es)                             | Duración |
| --- | -------------------------- | --- | ------------------------------------------ | -------- |
| 1.  | "Confused"                 | |                                            | 2:49     |
| 2.  | "Eenie Meenie"             | - Tate Farris - Charles McAllister - Chrystel Bagrou - David Biral - Denzel Baptiste                                                                                        | Take a Daytrip                             | 2:22     |
| 3.  | "Me First"                 | |                                            | 2:41     |
| 4.  | "Focused"                  | |                                            | 2:46     |
| 5.  | "FaceTime"                 | |                                            | 2:34     |
| 6.  | "Oochie"                   | |                                            | 2:53     |
| 7.  | "Lesson Learned"           | - Farris - Charles McAllister - Chrystel Bagrou - Darwin Quinn - Kitwan McCoy - Kso Jaynes - Luke Crowder                                                                   | - C Gutta - Kitwan McCoy - Luke Crowder    | 3:12     |
| 8.  | "I Am" (con Flo Milli )    | - Farris - Tamia Carter - McAllister - Bagrou - Isaac Deboni - Keanu Torres - Marcus Slade - Michael Mule - Sydne Renne                                                     | - Keanu Beats - FnZ - Slade Da Monsta      | 3:02     |
| 9.  | "Bounce"                   | - Farris - McAllister - Bagrou - Amish Patel - Asheton Hogan - Barbero británico                                                                                            | - ADP - Ventajas                           | 3:23     |
| 10. | "Rainbow Cadillac"         | - Farris - Bagrou - Angela Hunte - Calvin Puckett - Frank Romano - Jackson Lomastro - James Scheffer - Krystal Oliver - Michael Washington - Nima Jahanbin - Paimon Jahabin | - Mike Wavvs - Wallis Lane - Jack Lomastro | 2:30     |
| 11. | "Baecation"                | - Farris - Bagrou - Ervin García - Jackson Lomastro - Michael Washington - Nima Jahanbin - Paimon Jahabin                                                                   | - Mike Wavvs - Wallis Lane - Jack Lomastro | 3:02     |
| 12. | "Cold"                     | - Farris - McAllister - Bagrou - Darwin Quinn - Luke Crowder - Terrell McNeal                                                                                               | - Luke Crowder - MP808 - C Gutta           | 3:33     |
| 13. | "Let It Rain" (con 6lack ) | - Farris - Ricardo Valentine - McAllister - Bagrou - Mpembele Elton - Ursula Yancy                                                                                          | Ozhora Miyagi                              | 3:06     |